# Odenas (Frankrijk)
Odenas is een gemeente in het Franse departement Rhône (regio Auvergne-Rhône-Alpes) en telt 688 inwoners (2004). De plaats maakt deel uit van het arrondissement Villefranche-sur-Saône.

## Geografie
De oppervlakte van Odenas bedraagt 9,0 km², de bevolkingsdichtheid is 76,4 inwoners per km².
De onderstaande kaart toont de ligging van Odenas (Frankrijk) met de belangrijkste infrastructuur en aangrenzende gemeenten.

## Demografie
Onderstaande figuur toont het verloop van het inwonertal (bron: INSEE-tellingen).